# التضامن الإفريقي للديمقراطية والاستقلال
التضامن الأفريقي للديمقراطية والاستقلال (بالفرنسية: Solidarité Africaine pour la Démocratie et l'Indépendance) هو حزب سياسي يساري متطرف في مالي. أسسه الشيخ عمر سيسوكو وعمر ماريكو في عام 1996؛  سيسوكو هو رئيس الحزب وماريكو هو أمينه العام، وهو أعلى منصب في الحزب. أيديولوجية الحزب هي الوحدة أفريقية، وهو منتسب دوليًا إلى الندوة الشيوعية الدولية،  وهو في جزء منه ثمرة لمظاهرات عام 1991 ضد الحكم العسكري للرئيس موسى تراوري. كان ماريكو رئيسًا لاتحاد الطلاب والتلاميذ في مالي خلال حركة الاحتجاج عام 1991 التي أطاحت بالحكومة.

## التاريخ
عقد الحزب أول مؤتمر عادي له في مارس 2002، حيث تم اختيار ماريكو كمرشحه لانتخابات أبريل 2002 الرئاسية. في هذه الانتخابات، احتل ماريكو المرتبة الثانية عشرة بنسبة 0.88٪ من الأصوات. في انتخابات يوليو 2002 البرلمانية، فاز الحزب بستة مقاعد من أصل 147. بعد ذلك، انضم سيسوكو للحكومة كوزير للثقافة، على الرغم من أن ماريكو عارض هذه الخطوة.
عقد المؤتمر العادي الثاني للحزب في كوتيالا في ديسمبر 2006، حيث تقرر ترشيح مرشح لانتخابات أبريل 2007 الرئاسية في مؤتمر وطني عقد في 23-24 فبراير 2007. تم اختيار ماريكو مرة أخرى كمرشح رئاسي للحزب في هذا المؤتمر. في انتخابات أبريل، احتل المركز الرابع بنسبة 2.72٪ من الأصوات.
ركز برنامج الحزب للانتخابات البرلمانية في يوليو 2007 على معارضته لخصخصة الصناعات الحكومية. فاز الحزب بأربعة مقاعد من أصل 147 في الجمعية الوطنية،  وانتقد بشدة الائتلاف الحاكم لرئيس مالي أحمد توماني توري. عندما تم إنشاء الكتل البرلمانية في الجمعية الوطنية الجديدة في سبتمبر 2007، شكل الحزب مجموعة برلمانية مع حزب النهضة الوطنية. وعقب الانتخابات، عُثر على الأمين العام المحلي للحزب، يوسف دمبيلي، ميتًا في 12 أغسطس، فيما وصفه الحزب بأنه اغتيال.
في الانتخابات البرلمانية لعام 2013، فاز الحزب بخمسة مقاعد.

## روابط خارجية
- الموقع الرسمي